# Aire urbaine de Bayonne
L'aire urbaine de Bayonne est une aire urbaine française centrée sur les 27 communes de l'unité urbaine de Bayonne. Composé de soixante communes des Pyrénées-Atlantiques et des Landes, ses 288 359 habitants en faisaient la 36e aire urbaine française en 2012.

## Composition 2010
En 2011, l'INSEE a annoncé la composition de la France urbaine en 2010 est de 60 communes. Dans cette nouvelle délimitation, l'aire urbaine gagne 20 communes par rapport à celle de 1999, notamment les deux communes de l'aire urbaine d'Irun-Hendaye, absorbées par l'unité urbaine de Bayonne.

## Évolution démographique
L'évolution démographique ci-dessous concerne l'unité urbaine selon le périmètre défini en 2019.
| 1968    | 1975    | 1982    | 1990    | 1999    | 2006    | 2011    | 2016    | - |
| ------- | ------- | ------- | ------- | ------- | ------- | ------- | ------- | - |
| 184 914 | 199 464 | 213 405 | 231 220 | 248 990 | 269 650 | 283 571 | 301 224 | - |

## Caractéristiques et composition en 1999
D'après la définition qu'en donne l'INSEE, l'aire urbaine de Bayonne est composée de 40 communes, situées dans les Landes et les Pyrénées-Atlantiques. Ses 233 120 habitants font d'elle la 40e aire urbaine de France.
20 communes de l'aire urbaine sont des pôles urbains (Unité urbaine de Bayonne).
| Département          | Communes | Communes (%) | Superficie (km²) | Superficie (%) | Population (2007) | Population (%) |
| -------------------- | -------- | ------------ | ---------------- | -------------- | ----------------- | -------------- |
| Landes               | 10       | 3,0          | 186,14           | 2,0            | 28 361            | 7,5            |
| Pyrénées-Atlantiques | 30       | 5,5          | 580,82           | 7,6            | 204 759           | 30,8           |